# Monarcha cinerascens
Monarcha cinerascens là một loài chim trong họ Monarchidae.